# Automolis fario
Automolis fario là một loài bướm đêm thuộc phân họ Arctiinae, họ Erebidae.